# Shah Razen Said
Shah Razen Said, né le 14 décembre 1985 à Bandar Seri Begawan, est un footballeur international brunéien évoluant au poste d'attaquant pour le DPMM Brunei.

## Biographie

### En club
Shahrazen intègre le club de DPMM Brunei à partir de 2004 avec des passages brefs aux Viva Rangers et dans le club de Wijaya FC, où il ne joue pas durant la seule saison qu'il y a passée. Il a également effectué un court essai avec les Indiens du Sporting Clube do Goa. Il a terminé co-meilleur buteur lors de la Super League malaisienne 2006-2007 avec un total de 21 buts, quand DPMM participait à la Premier League malaisienne. Lorsque DPMM rejoint la S. League à partir de 2009, Shahrazen aide le club à gagner la Coupe de la Ligue à deux reprises, en 2009 et 2012. Il est utilisé avec parcimonie par Steve Kean lors de la saison 2014, n'étant titulaire qu'à deux reprises. Il marque deux buts permettant à DPMM de remporter la Coupe de la Ligue pour la troisième fois en 2015. L'année suivante, il étoffe son palmarès en étant sacré pour la première fois champion de Singapour.
En 2014, il est sur le point de rejoindre le club de Perak FA, en Malaisie, ce qui lui aurait permis de retrouver Vjeran Simunić, l'ancien sélectionneur de Brunéi et entraîneur de DPMM,. Le transfert n'a finalement pas eu lieu.

### En équipe nationale
Shahrazen fait ses débuts en équipe nationale en 2005, en participant à la deuxième édition du Hassanal Bolkiah Trophy avec la sélection des moins de 21 ans. Sa première sélection avec la Skuad Tebuan arrive en 2008, quand l'équipe nationale était représentée par son club, DPMM lors des qualifications pour l'AFF Suzuki Cup 2008 au Cambodge. Il inscrit son premier but lors de sa première sélection, dès la 17e minute contre les Philippines, le 19 octobre, suivi par un doublé contre le Timor-Leste deux jours plus tard. Malgré ses bons résultats, le Brunéi échoue à se qualifier pour le tournoi principal.
Shahrazen se met en évidence au cours des trois campagnes de qualification suivantes, en 2012, 2014 et 2016. Il marque sur penalty lors du succès 4-0 sur le Timor oriental au cours de l'AFC Solidarity Cup 2016 disputée à Kuching, en Malaisie. Il ouvre le score en demi-finale face à Macao, une rencontre perdue à l'issue de la séance des tirs au but. Enfin, il inscrit un doublé lors du match de classement contre le Laos, perdu sur le score de 3-2. Avec quatre buts inscrits, il est sacré meilleur buteur du tournoi.

### Vie personnelle
Shah Razen a trois frères qui représentent le Brunei, à savoir Adi, Amalul et Ahmad Hafiz,,. Il a également cinq frères qui ne sont pas encore internationaux brunéien, à savoir Abdul Azim et Amirul Sabqi, joueurs du Rimba Star, Amiruddin Nizam, joueur du Menglait FC, Abdul Mateen, joueur du MS ABDB et Hakeme Yazid, également joueur du DPMM Brunei,,.

## Statistiques

### Buts internationaux
| #  | Date             | Stade                                               | Adversaire     | Résultat | Compétition                                |
| -- | ---------------- | --------------------------------------------------- | -------------- | -------- | ------------------------------------------ |
| 1. | 19 octobre 2008  | Stade olympique de Phnom Penh, Phnom Penh, Cambodia | Philippines    | 1–1      | Tour préliminaire de l'AFF Suzuki Cup 2008 |
| 2. | 21 octobre 2008  | Stade olympique de Phnom Penh, Phnom Penh, Cambodia | Timor oriental | 4–1      | Tour préliminaire de l'AFF Suzuki Cup 2008 |
| 3. | 21 octobre 2008  | Stade olympique de Phnom Penh, Phnom Penh, Cambodia | Timor oriental | 4–1      | Tour préliminaire de l'AFF Suzuki Cup 2008 |
| 4. | 14 octobre 2014  | Stade national du Laos, Vientiane, Laos             | Laos           | 2–4      | Qualification pour l'AFF Suzuki Cup 2014   |
| 5. | 2 novembre 2016  | Sarawak Stadium, Kuching, Malaisie                  | Timor oriental | 4–0      | AFC Solidarity Cup 2016                    |
| 6. | 12 novembre 2016 | Sarawak Stadium, Kuching, Malaisie                  | Macao          | 1–1      | AFC Solidarity Cup 2016                    |
| 7. | 14 novembre 2016 | Sarawak Stadium, Kuching, Malaisie                  | Laos           | 2–3      | AFC Solidarity Cup 2016                    |
| 8. | 14 novembre 2016 | Sarawak Stadium, Kuching, Malaisie                  | Laos           | 2–3      | AFC Solidarity Cup 2016                    |

## Palmarès

### Titres collectifs
Avec Brunei DPMM FC
- Champion de Singapour : 2015
- Coupe de la Ligue de Singapour (3) : 2009, 2012, 2014

### Récompenses et trophées individuels
- Championnat de Malaisie 2006-2007 : Soulier d'Or (21 buts)
- AFC Solidarity Cup 2016 : Meilleur buteur du tournoi (4 buts)